# Targaryendraconidae
Targaryendraconidae (лат.) — семейство (клада) птеродактилоидных птерозавров, введённое в систематику в 2019 году командой палеонтологов под руководством Родриго Пегаса. Типовым родом является Targaryendraco.
Авторы описания определили группу как наиболее инклюзивную кладу, содержащую Targaryendraco wiedenrothi, но не Cimoliopterus cuvieri. Синапоморфиями семейства служат следующие признаки:
- нижнечелюстной жёлоб расширяется на уровне первой пары зубных альвеол (но не до конца рострума);
- боковые края нижнечелюстного жёлоба заметно приподняты над альвеолярным краем;
- увеличенная нижняя пара первых зубов.

По состоянию на ноябрь 2019 года, в семейство включают 3 рода: Aussiedraco, Barbosania и Targaryendraco.